# Ulytau
Az Ulytau (Ұлытау, Uludag, lefordítva "szent hegy") egy népszerű hangszeres folk-metal trió Kazahsztánban. Zenéjük ötvözi a hegedű, az elektromos gitár és a hazájukat jellemző két húros hangszer – a dombra (dombura) – zenei világát.

## Diszkográfia
- Jumyr-Kylysh (2006)

(Németországban Két harcos címen jelent meg 2009-ben)

## Tagok

### Frontemberek
- Erjan Alimbetov – Dombra
- Maxim Kichigin – Gitár
- Alua Makanova – Hegedű

### További zenészek
- Roman Adonin – Billentyűs hangszerek
- Oleg Tarnovskiy – Gitár
- Serik Sansyzbayev – Basszusgitár
- Rafael Arslanov – Dobok